# Schild (Familienname)
Der Familienname Schild oder Schildt ist überwiegend entstanden als Berufsübername für einen Schildmacher bzw. Schildhauer. Es kann jedoch auch ein Flurname oder ein Hausname zu Grunde liegen.
Der Name gehört zu den häufig vorkommenden Namen und ist in Deutschland, Österreich und der Schweiz verbreitet.
Die seltenere Schreibweise Schildt kommt überwiegend in Norddeutschland (Schwerpunkt Cuxhaven und Stade) vor.

## Namensträger

### Schild
- Adolf Schild (1844–1915), Schweizer Unternehmer
- Alfred Schild (Architekt) (1905–1996), deutscher Architekt
- Alfred Schild (Physiker) (1921–1977), US-amerikanischer Physiker
- Armin Schild (* 1961), deutscher Gewerkschafter
- Bartholomäus Franz Schild (1749–?), deutscher Blumen- und Historienmaler
- Bernadette Schild (* 1990), österreichische Skirennläuferin
- Cedric Schild (* 1992), Schweizer Journalist und Comedian
- Christine Schild (* 1947), deutsche Schauspielerin
- Detlev Schild (* 1951), deutscher Physiker und Mediziner
- Edi Schild (1919–2008), Schweizer Skilangläufer
- Erich Schild (1917–1998), deutscher Architekt
- Erwin Schild (1920–2024), kanadischer Judaist, Semitist und Rabbiner
- Ewald Schild (1899–1962), österreichischer Biologe
- Frank Schild (1931–2014), deutscher Offizier
- Franz Josef Schild (1821–1889), Schweizer Schriftsteller
- Georg Schild (* 1961), deutscher Historiker
- Heinz Otto Schild (1906–1984), italienisch-österreichisch-ungarischer Pharmakologe
- Heinrich Schild (1895–1978), deutscher Politiker (DP, CDU)
- Hermann Schild (1913–2006), deutscher Radrennfahrer
- Horst Schild (1942–2024), deutscher Politiker (SPD), MdB
- Ingeborg Schild (1927–2022), deutsche Bauhistorikerin
- Joachim Schild (* 1962), deutscher Politologe
- Jochen Schild (* 1976), deutscher Musikproduzent, Arrangeur, Komponist und Songwriter
- Johann Erich Schild (1653–1717), hannoverscher Münzmeister, Kammerschreiber, Kammeragent, großbritannischer und kurbraunschweigischer Oberkämmerer
- Johann Friedrich Schild (1668–1716), deutscher Unternehmer, Manufakturist und Begründer der vogtländischen Weißwarenindustrie
- Johann Matthias Schild (1701–1775), deutscher Porträt-, Tier- und Stilllebenmaler des Rokoko sowie kurkölnischer Hofmaler zu Bonn
- Johannes Schild (Theologe) (1595–1667), deutscher evangelischer Theologe
- Johannes Schild (* 1960), deutscher Komponist und Dirigent
- Josef Schild (Sänger) (Urs Joseph Schild; 1841–1905), Schweizer Sänger (Tenor) und Kaufmann
- Josef Schild (Skirennläufer) (* 1980), österreichischer Skirennläufer
- Jörg Schild (* 1946), Schweizer Politiker (FDP)
- Lorine Schild (* 2005), französische Eiskunstläuferin
- Maria Schild (1745–1827), deutsche Historienmalerin, Bonner Hofmalerin
- Marianne Schild (* 1984), Schweizer Politikerin (GLP)
- Marlies Schild (* 1981), österreichische Skirennläuferin
- Martina Schild (* 1981), Schweizer Skirennläuferin
- Michael Schild von Spannenberg (* 1972), deutscher Jurist und Richter am Bundesgerichtshof
- Morgan Schild (* 1997), US-amerikanische Freestyle-Skierin
- René Schild (* 1983), deutscher Radrennfahrer
- Ronald Schild (* 1970), deutscher Buchhandelsmanager
- Rudolf Schild (1900–1978), Schweizer Unternehmer
- Thekla Schild (1890–1991), deutsche Architektin
- Theodor Schild (1870–1950), Schweizer Ingenieur und Industrieller
- Theodor Franz Schild (1859–1929), österreichischer Komponist
- Udo Schild (* 1963), deutscher Sänger
- Ulla Schild (1938–1998), deutsche Afrikanistin und Literaturwissenschaftlerin
- Ulrike Schild (* 1958), deutsche Sozialpädagogin, Redakteurin, Moderatorin und Autorin
- Urs Schild (1829–1888), Schweizer Unternehmer
- Walter Schild (1890–1957), Schweizer Tuchfabrikant
- Werner Schild (* 1924), deutscher Fußballspieler
- Wolfgang Schild (Rechtshistoriker) (* 1946), deutscher Jurist und Rechtshistoriker
- Wolfgang Schild (Staatssekretär) (* 1952), deutscher Politiker (CDU)

### Schildt
- Axel Schildt (1951–2019), deutscher Historiker
- Bernd Schildt (* 1948), deutscher Rechtswissenschaftler
- Dagmar Schildt (* 1944), deutsche Schriftstellerin, siehe Dagmar Chidolue
- Frank Schildt (* 1962), deutscher Politiker (SPD)
- Gerhard Schildt (1937–2023), deutscher Neuzeithistoriker
- Göran Schildt (1917–2009), finnlandschwedischer Autor
- Hans-Gerd Schildt (* 1952), deutscher Fußballspieler
- Herbert Schildt (* 1951), amerikanischer Informatiker und Sachbuchautor
- Joachim Schildt (1934–2005), deutscher Sprachwissenschaftler
- Johann Schildt, sächsischer Beamter
- Melchior Schildt (1592/1593–1667), deutscher Komponist und Organist
- Ute Schildt (* 1957), deutsche Politikerin (SPD)